# 水漫金山 (动画)
《水漫金山》（英語：The Flooding of Jinshan Temple）是一部与四大民间传说之一《白蛇传》为主题的52集国产动画片（大型动画连续剧）。每集13分钟左右。由南京鸿宝影视文化公司与镇江文广集团及中央新影集团联合投资拍摄，央视动画导演陈家奇出任该剧的总导演。本片突破传统把小青作为主要故事人物和线索，描述了她从不懂“爱”到逐渐懂得了什么是“爱”，从莽撞冲动到机智勇敢的成长过程。
该片的联合集团共投入1200万元重金打造而成，2008年开始至2011年才完成拍摄工作。制作人陈德俊表示打算在2012年3月于中央电视台首播，计划投资的宣传总费用为600万元人民币，但部分视频网站已先行将该片全集流出，陈德俊表示很吃惊，将即将播出的宣传费用投资在对该片盗版的时候感到很尴尬。片头曲和片尾曲无论是作词还是作曲基本上都已达到了电视剧主题歌的水平。角色造型偏向正太萝莉的萌系画风。大部分剧情都均已变更，忠实于传说故事的保和堂普救众生、端午惊变、昆仑山盗仙草、水漫金山等高潮段落都基本保留了下来。
2012年3月13日，本片开始在中国中央电视台少儿频道晚8点黄金时段播出，中央电视台为此花费20余万元购买了5年的电视和下属网络平台播放权。视频网站爱奇艺也以5万元购买了5年的播放权。

## 主题歌
片头曲
《未曾变》/《情未变》
作词：子葭 - 作曲：安平 - 编曲：柳森 - 演唱：柏文 - 伴唱：“吸引力”合唱组合
雨丝连成线/牵出几世缘/回眸有多远/指尖已过千年/少年油纸伞/坊外断桥边/春秋冬夏情未变/春秋冬夏情未变/悠悠清风吹浮花/长袖拂过眉宇间/碧蓝湖水映入谁的眼帘/爱恨离愁总难掩/望那边/那云 那水 那金山/为相见/苦海对镜青白剑/尘世缘/有情 有义 有同船/隔不断/修得千年方才画出月儿圆。
片尾曲
《我心悠悠》
作词：高峰 - 作曲：安平 - 编曲：甘虎 - 演唱：陈小龙 - 伴唱：“乐无界”合唱组合
谁知道/我心悠悠/梦断江水之洲/往事已经千年/又闻关关雎鸠 关关雎鸠/谁知道 我思悠悠/多少冬夏春秋/无论 道阻且长/只愿执子子手/你说我心悄悄/梦断长江之遥/思念已过千年/又见淑女窈窕/你说我心悄悄/情系天涯海角/无论生死契阔/永世与子偕老。

## 主创人员
- 出品人：高峰、张兵、吴青龙、谢台春
- 总顾问：许津荣、刘捍东、章剑华、耿乃凡
- 总监制：张洪水、陈明、马宁、王萍
- 监制：王梅芳、董和建
- 总策划：张兵、陈炜、卫民、陈晓莱
- 策划：严东成、张永涛、凌艺
- 制片人：陈炜、陈德俊、陈家奇、杨桦
- 制作监制：桑为民
- 编剧：张忆翔、吴薇、周唯
- 造型设计：杨数鹏
- 场景设计：李冬
- 作曲：安平、王南舟
- 导演：顾青、张建康
- 总导演：陈家奇
- 造型色定：姜丽霞
- 后期统筹：宋蕾
- 配音导演：刘京红
- 主要配音演员：张铠、乔诗语、齐斯迦、王爽、王祯、杨默、陆永宏、杨莹、孟宇、刘京红
- 特效制作：孙睦
- 剪接制作：贾鹏、中映高清工作室
- 制作协调：无锡天使动漫文化发展有限公司
- 宣传：高津楠、谢云鹏
- 制作配合：镇江金山湖风景区
- 出品：镇江广播电视台、南京鸿宝影视文化有限公司、镇江市水利投资公司、中央新影集团
- 剧审字：(苏)动审字【2011】第033号

## 主要配音
- 演员配音导演：刘京红
- 张凯——白素贞
- 乔诗语——小青
- 齐斯迦——许仙
- 王爽——五鬼
- 王祯——法海
- 杨莹——小白龙
- 孟宇——二郎神

## 人物介绍
白蛇白素贞
- 性格：温柔勇敢、武功高强、善解人意、多愁善感
- 简介：白素贞很温柔，很体贴，对许仙更是无条件的付出。在敌人面前，她毫不畏惧，敢于抗争。白素贞的武功也十分高，在紧急关头也仍很冷静。有时有些多愁善感。白蛇和青蛇性格形成对比，小青活泼开朗，而白蛇则温柔文静。

青蛇小青
- 性格：调皮机灵、正义善良、冲动勇敢、乐于助人
- 简介：小青虽然是蛇精，但是却十分的正直善良。她虽然有点儿调皮，但谁没有调皮的时候呢？小青有些冲动，在危急关头可能会因为冲动而陷入危险之中，可是，这却又证实了小青的勇敢、坚强。小青的善良是大家有目共睹的，特别是在五鬼欺骗了她之后还无条件地相信他，帮助他。小青也很仗义。

许仙
- 性格：有些软弱，但心地善良，医术高明
- 简介：许仙救死扶伤，受到镇江百姓好评，虽然平时胆小，但在关键时刻，却愿意舍命救人他宽容，有包容心，似乎在他眼里，这个世界就是善良的；在他眼里，根本就没有坏人。

法海
- 性格：忠厚尽职、武功高强
- 简介：法海尽忠职守，对于白蛇、青蛇姐妹俩宽容忍让。在动画里，法海显得更加善良，没有那么古板、不近人情。

蛙面水蛇
- 性格：阴险狡诈，作恶多端
- 简介：蛙面水蛇非常狠毒，总是利用别人，做些十恶不赦的坏事，多次陷害青蛇白蛇，而且善于伪装，连龙王都被他骗了。

五鬼
- 性格：古灵精怪，很聪明，天真纯洁
- 简介：五鬼本是祭祀用的簋（guǐ），因为上面有五个兽头，所以可以分身，对小青和白素贞忠心耿耿，而且很负责任，是个吃货。

## 各集标题
| - 第一集 - 青白峨眉苦修炼 - 第二集 - 初到人间遇险阻 - 第三集 - 小青惹祸放妖魔 - 第四集 - 医仙庙内收五鬼 - 第五集 - 青白重聚钱塘江 - 第六集 - 巧遇许仙少年郎 - 第七集 - 烟雨蒙蒙断桥会 - 第八集 - 钱塘大潮陷危难 - 第九集 - 五鬼奇招救许仙 - 第十集 - 石人阵又遇难题 - 第十一集 - 万镜森林遇同伙 - 第十二集 - 危急时刻法海解围 - 第十三集 - 许仙情忘双花坊 - 第十四集 - 苦读医书显孝心 - 第十五集 - 一片仁心胜医术 - 第十六集 - 宿黑店遇强敌 - 第十七集 - 夫妻同心永不忘 - 第十八集 - 初到镇江露峥嵘 - 第十九集 - 小青巧施调包记 - 第二十集 - 端午节青白惊变 - 第二十一集 - 失而复得天医书 - 第二十二集 - 携手巧渡雌雄山 - 第二十三集 - 青白昆仑盗仙草 - 第二十四集 - 白蛇苦求昆仑草 - 第二十五集 - 木鱼声声破心魔 - 第二十六集 - 仙草奇效救许仙 |  | - 第二十七集 - 蛙面归顺金山湖 - 第二十八集 - 小青五鬼盗库银 - 第二十九集 - 捉盗贼陈彪立功 - 第三十集 - 受挑拨龙王怒难平 - 第三十一集 - 救幼童许仙陷天牢 - 第三十二集 - 青白化身救许仙 - 第三十三集 - 蛙面掉包栽祸患 - 第三十四集 - 龙颜大怒降天灾 - 第三十五集 - 盗取令牌私降雨 - 第三十六集 - 蛙面使诈动龙脉 - 第三十七集 - 死里逃生告天状 - 第三十八集 - 木鱼声清破幻阵 - 第三十九集 - 天降甘霖弃前嫌 - 第四十集 - 冤家聚头青峰山 - 第四十一集 - 狡兔三窟寻蛙面 - 第四十二集 - 为阻蛙面勇吞日 - 第四十三集 - 紫金钩下断龙角 - 第四十四集 - 五鬼贪吃生是非 - 第四十五集 - 悬壶济世得人心 - 第四十六集 - 法海一怒泄实情 - 第四十七集 - 独具慧根许汉文 - 第四十八集 - 金山内外情思苦 - 第四十九集 - 许仙中计盗宝灯 - 第五十集 - 青白怒闯金山寺 - 第五十一集 - 青白再闯金山寺 - 第五十二集 - 宝珠生辉佑苍生 |  |

## 荣誉
- 第26届中国电视金鹰奖优秀动画片奖[1]